# Beschermde stads- en dorpsgezichten in Utrecht

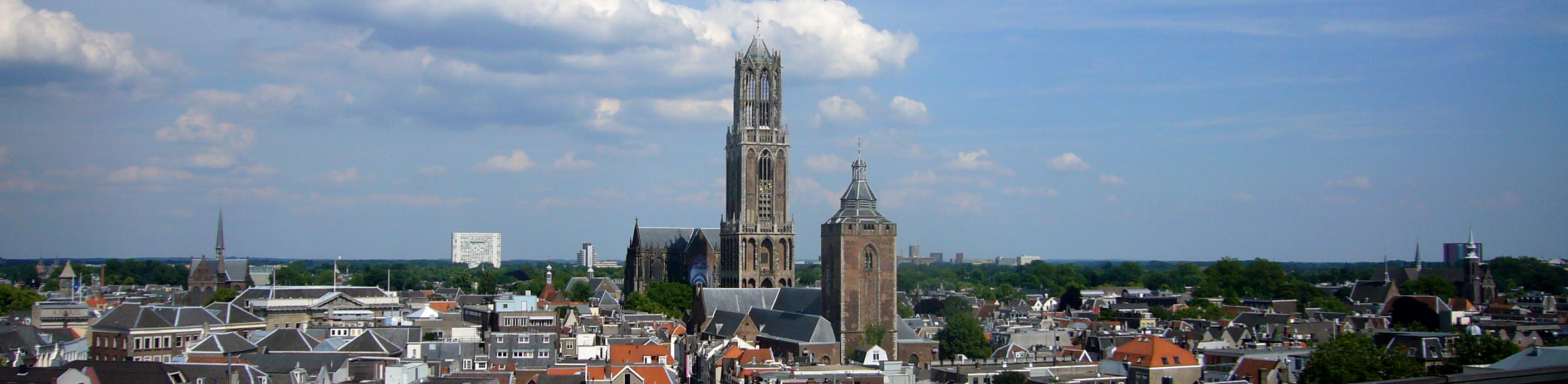
Utrecht

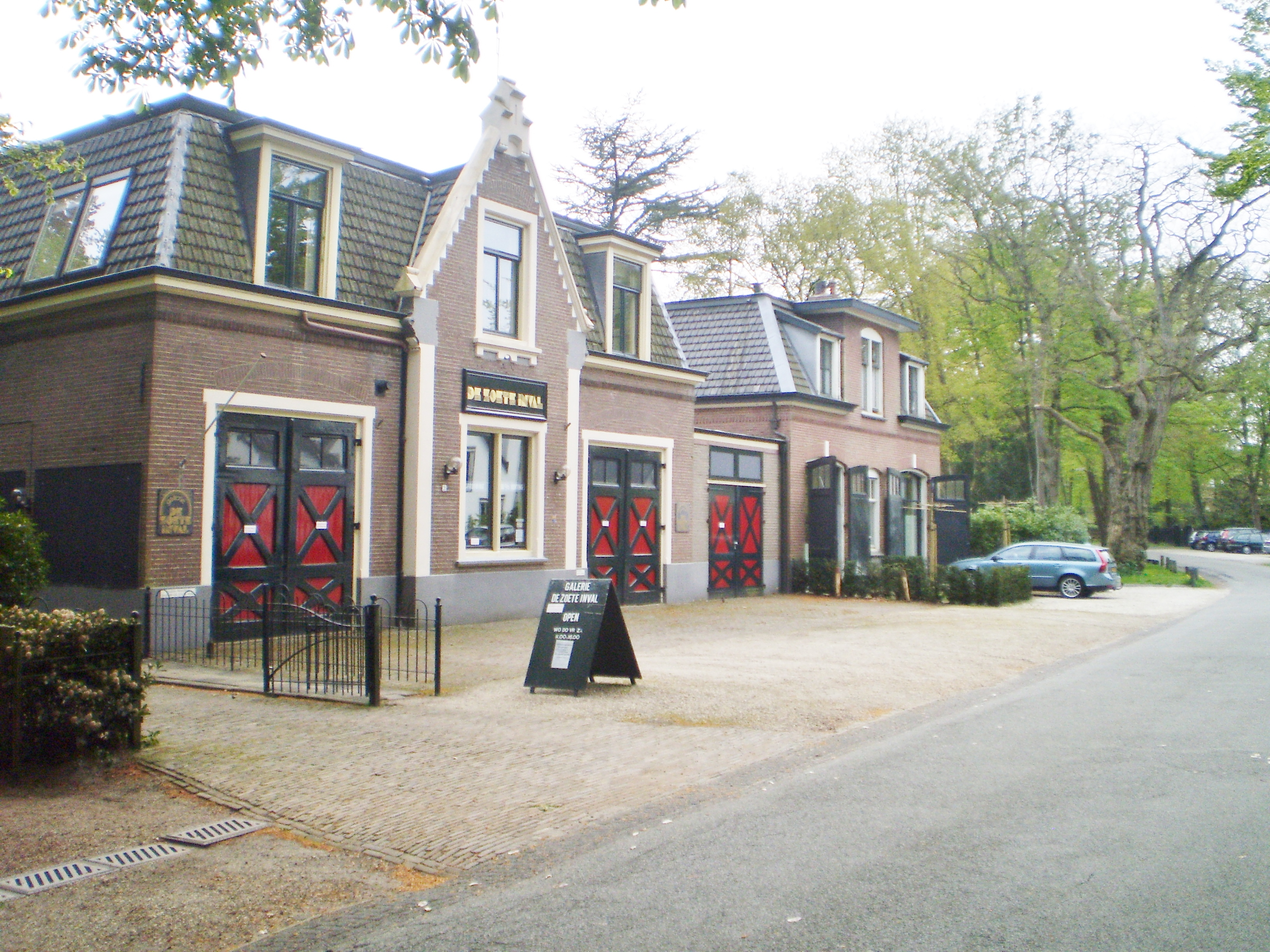
Baarn, Prins Hendrikpark

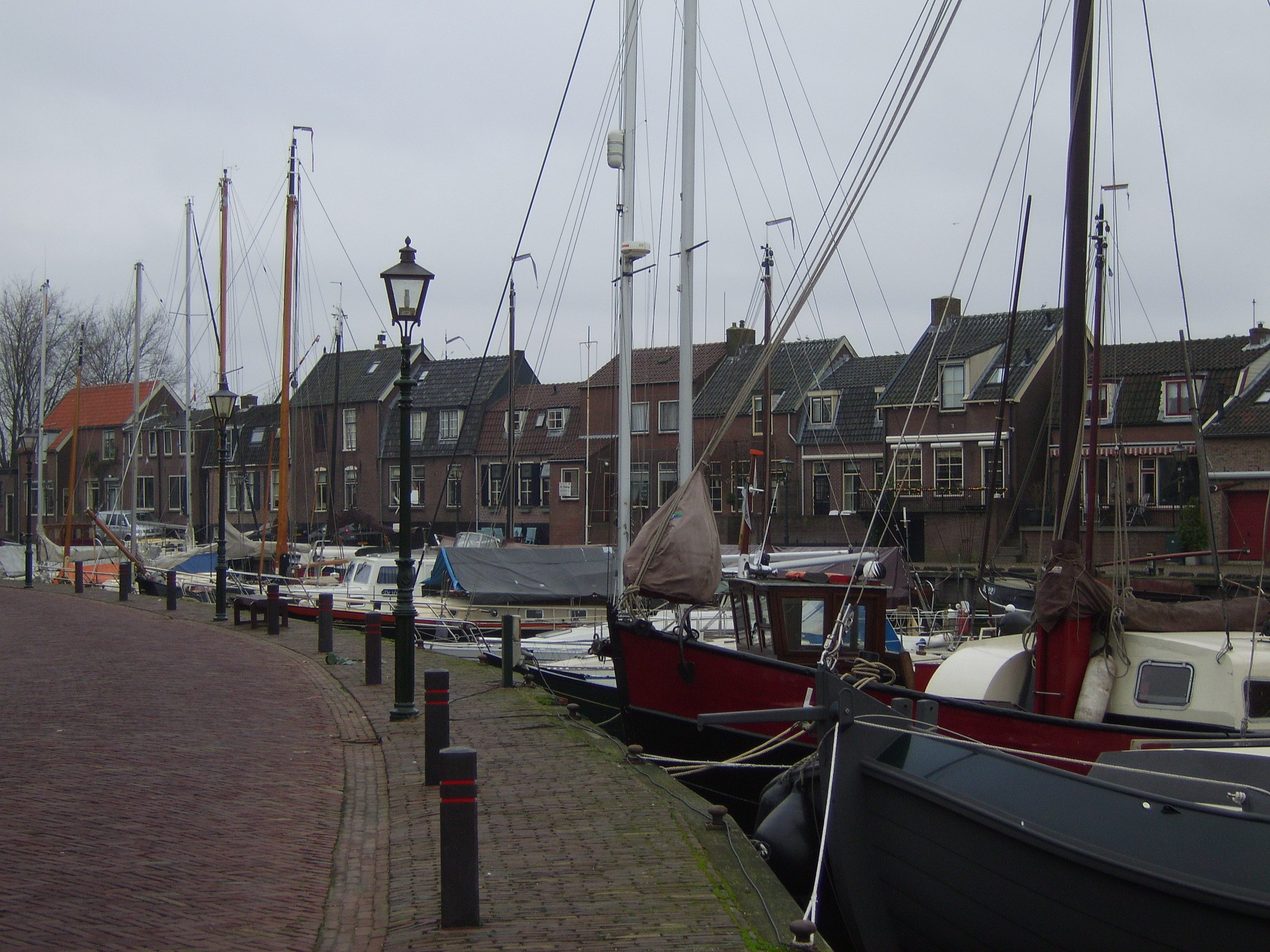
Spakenburg

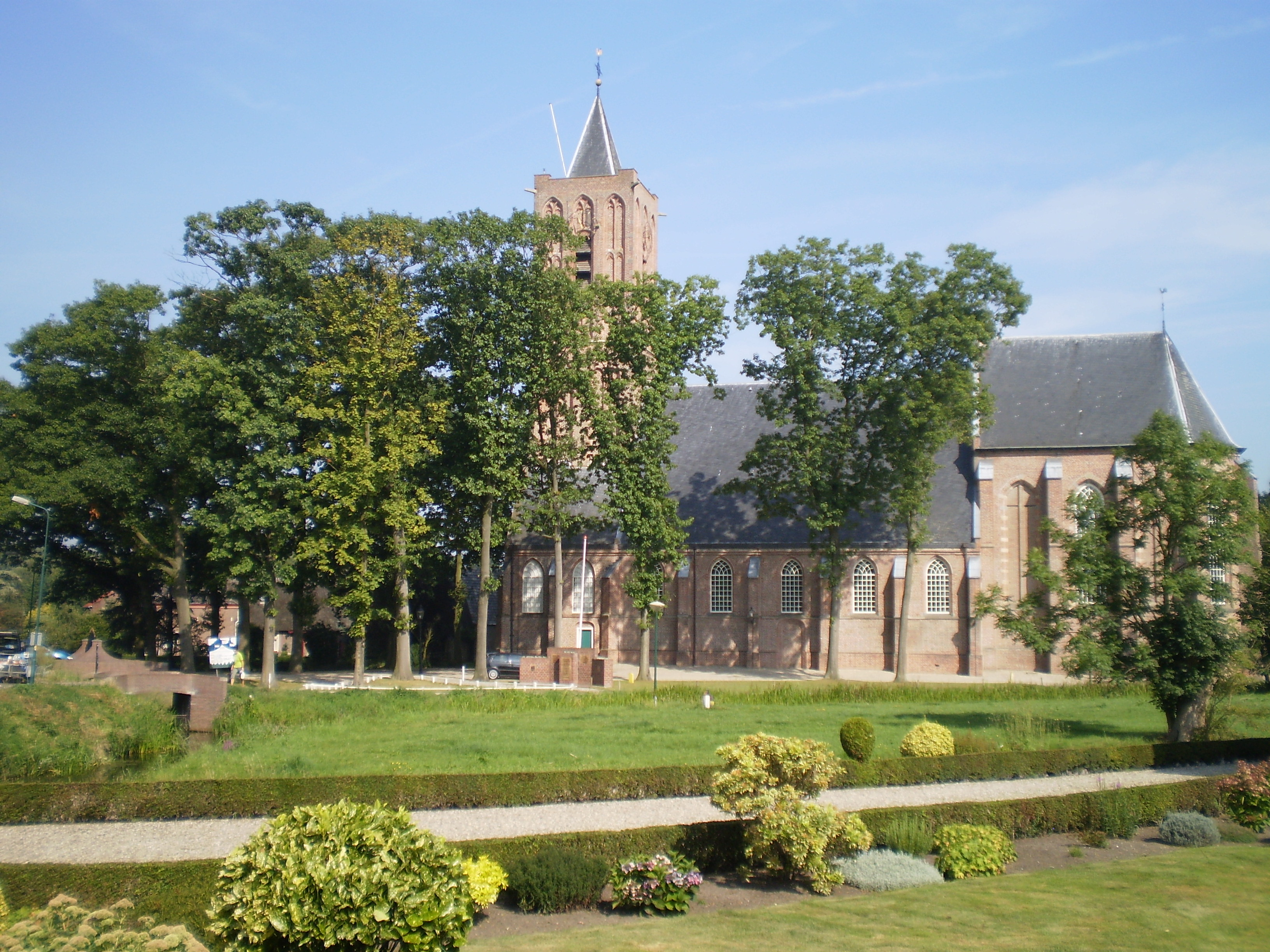
Westbroek

De beschermde stads- en dorpsgezichten in Utrecht zijn Utrechtse dorpen, delen van dorpen of delen van steden die vanwege hun cultuur-historische waarde zijn aangewezen als beschermd gebied. Binnen deze gebieden gelden bepaalde beperkingen, zie Beschermd dorpsgezicht.

## Beschermde stadsgezichten
Ameide
Amersfoort (binnenstad en Bergkwartier)

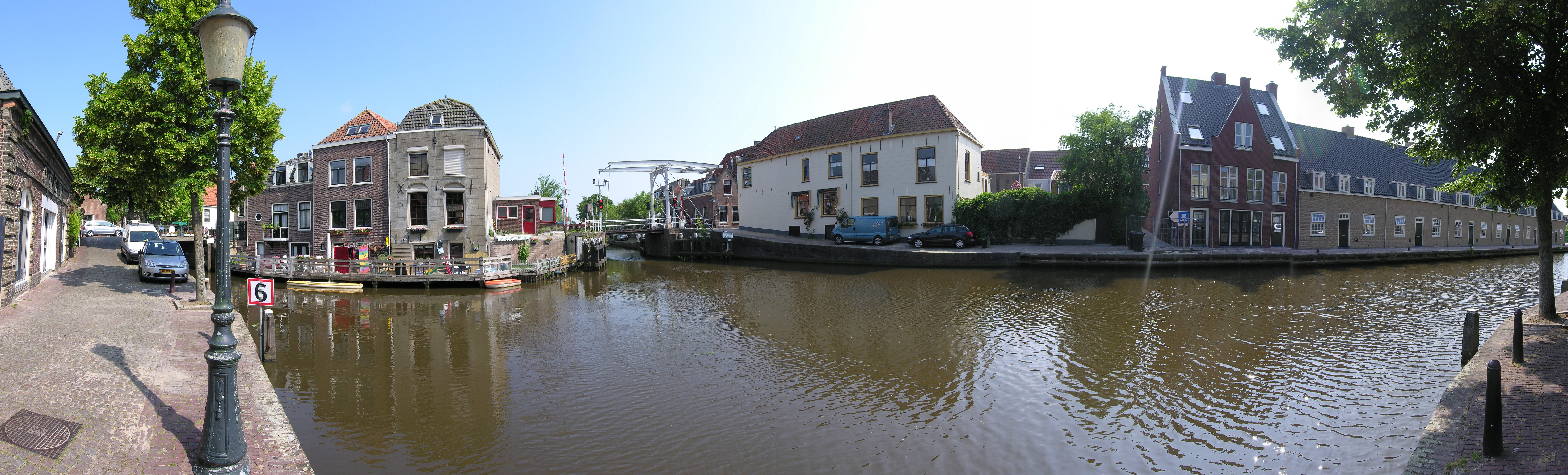
Oudewater
Utrecht (binnenstad, Blauwkapel, Oost, Zuilen-Elinkwijk)
Vianen
Wijk bij Duurstede
IJsselstein

## Beschermde dorpsgezichten
Abcoude
Amerongen
Baambrugge. Landelijk gebied rond Baambrugge valt gedeeltelijk onder het beschermd dorpsgezicht van Loenersloot.
Baarn (Rode Dorp, Prins Hendrikpark)
Cothen
Eemnes-Buiten
Haarzuilens
Jaarsveld
Kamerik
Kockengen
Lage Vuursche
Linschoten
Loenen aan de Vecht
Loenersloot
Maarssen
Nederlangbroek
Nieuwersluis
Nieuwer Ter Aa
Nigtevecht
Oud-Zuilen
Renswoude
Rijsenburg
Soest
Spakenburg (Havengebied)
Vreeland
Vreeswijk (Vreeswijk, Vreeswijk Uitbreiding)
Werkhoven
Westbroek
Zeist (Zeist, Wilhelminapark)